# 郑州奥林匹克体育中心
郑州奥林匹克体育中心（简称郑州奥体中心）位于河南省省会郑州市西部的郑州市民公共文化服务区，于2019年6月18日完工。郑州奥体中心总建筑面积约58.4万平米，由“一场两馆”组成，包括6万座体育场、1.6万座体育馆、3000座游泳馆以及商业设施，为中华人民共和国第十一届少数民族传统体育运动会的主会场。

## 历史

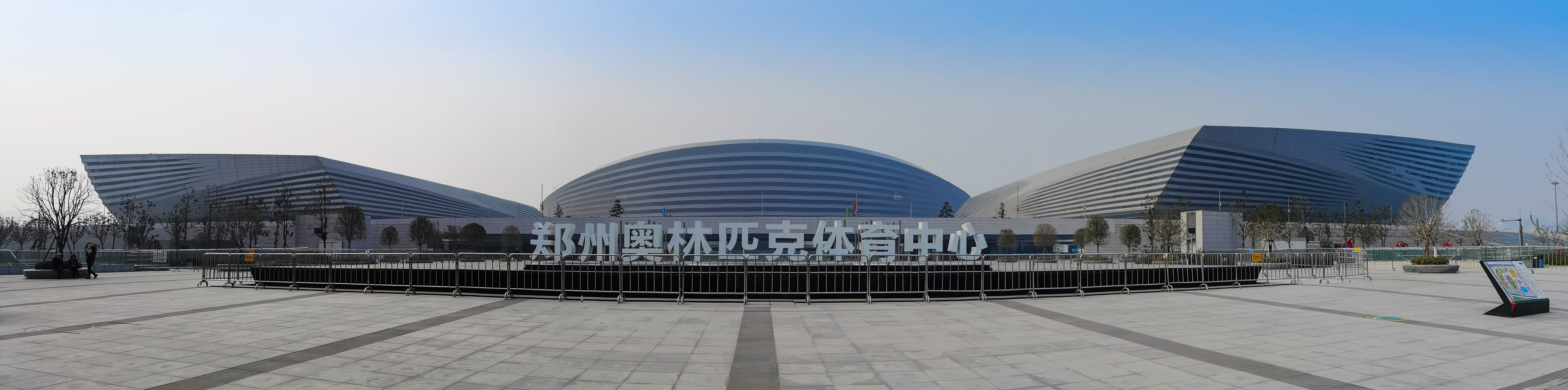
正面全景

2015年11月，郑州奥体中心进行设计招标，中国建筑西南设计研究院中标。工程于2016年11月1日开工，2019年6月18日完工，是郑州市民公共文化服务区“四个中心”建设中最早开工、规模最大的项目。2019年9月，郑州奥体中心随中华人民共和国第十一届少数民族传统体育运动会的召开而启用，为该运动会的主会场。
2019年十一假期期间，郑州奥体中心免费对外开放主要场馆和公共区域，吸引不少市民前来参观。

## 设计

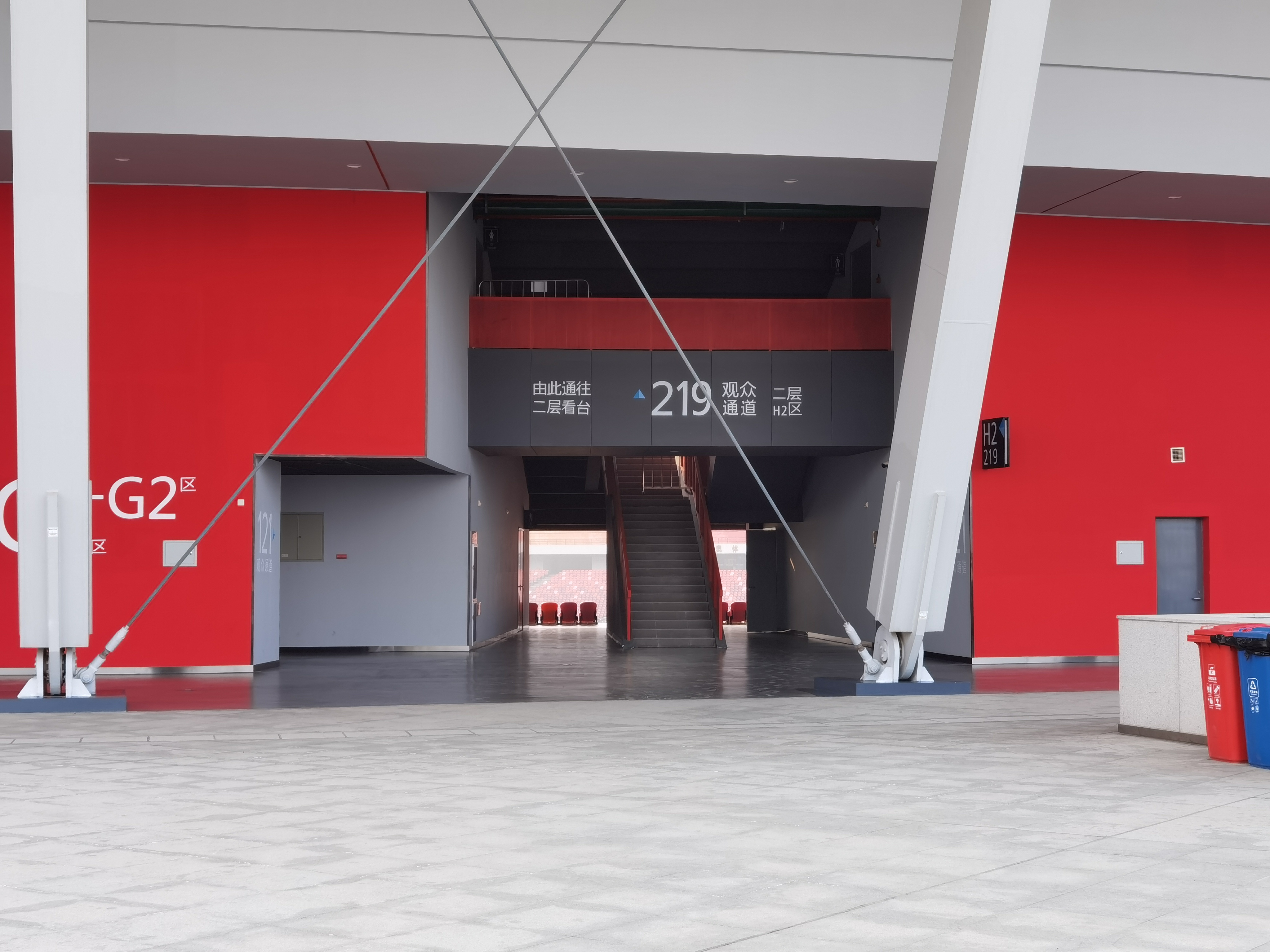
看台入口

郑州奥体中心的整体设计理念取“天地之中、黄河天水”之意，采用“品”字形格局，以东西向为主轴，形成南北对称的布局。体育场位于西侧，造型为圆形，体育馆与游泳馆分别位于东北和东南，造型为方形，暗喻天圆地方之意。体育场、体育馆与游泳馆之间设有地下通道，是全国唯一通过地下通道全部联通的“一场两馆”。“一场两馆”之间围合成广场，与地铁站和规划的商业设施形成衔接。体育场以西主要设置为热身场和室外场地，在满足赛事要求的同时，亦消除西侧西四环高架桥对建筑的不利影响。

## 主要设施

### 体育场

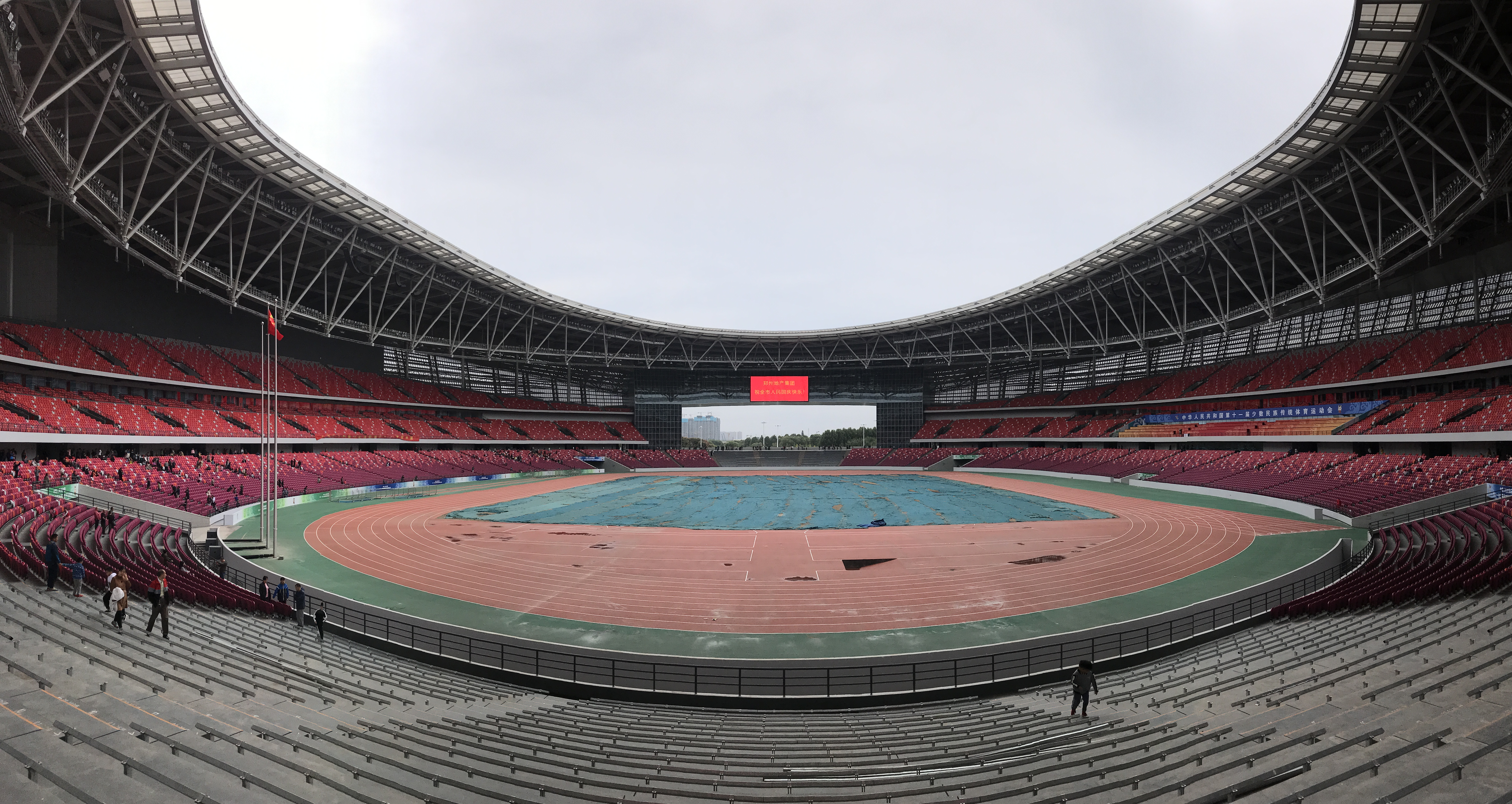
体育场内部

郑州奥体中心体育场位于奥体中心西侧，为第十一届少数民族传统体育运动会开、闭幕式的举办场地。体育场看台分三层，可容纳6万名观众，设有66个疏散口。

### 体育馆

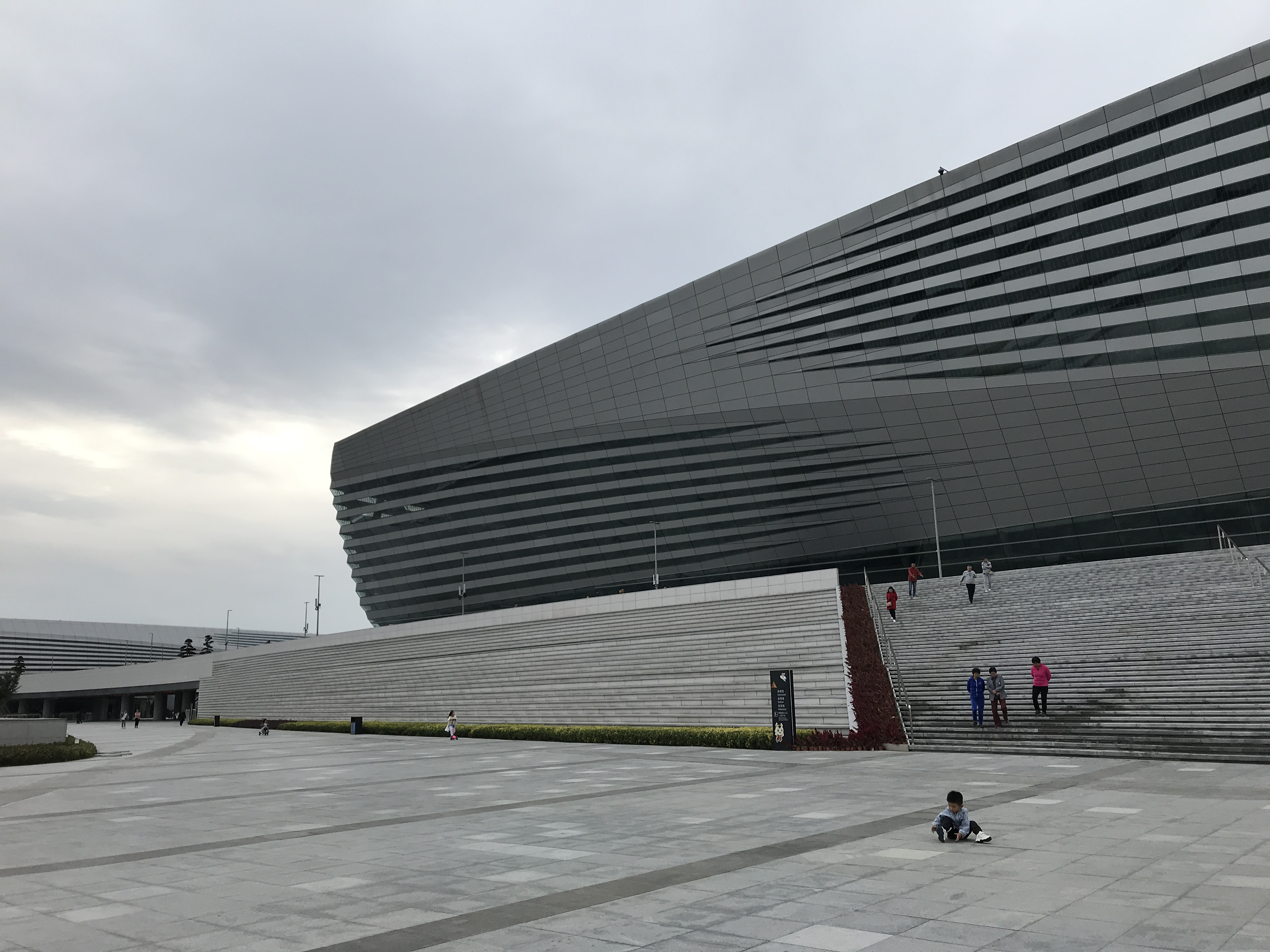
体育馆外观

体育馆位于整个奥体中心的东北，内设1.5万个固定座椅和1000个移动座椅，最多可容纳1.6万人，座椅采用绿色和黄色相间的配色，代表郑州街头常见的法国梧桐。场馆中央设有一个可升降式的四层八面漏斗屏。
另外，体育馆设置有冰场，在需要举办冰上项目的时候，将地面上的可拆卸地板拆掉，三天内可以完成冰场的转换工作，并形成一个6厘米厚的冰层，这也是河南省首座可以承办冰上综合项目的体育馆。

### 游泳馆

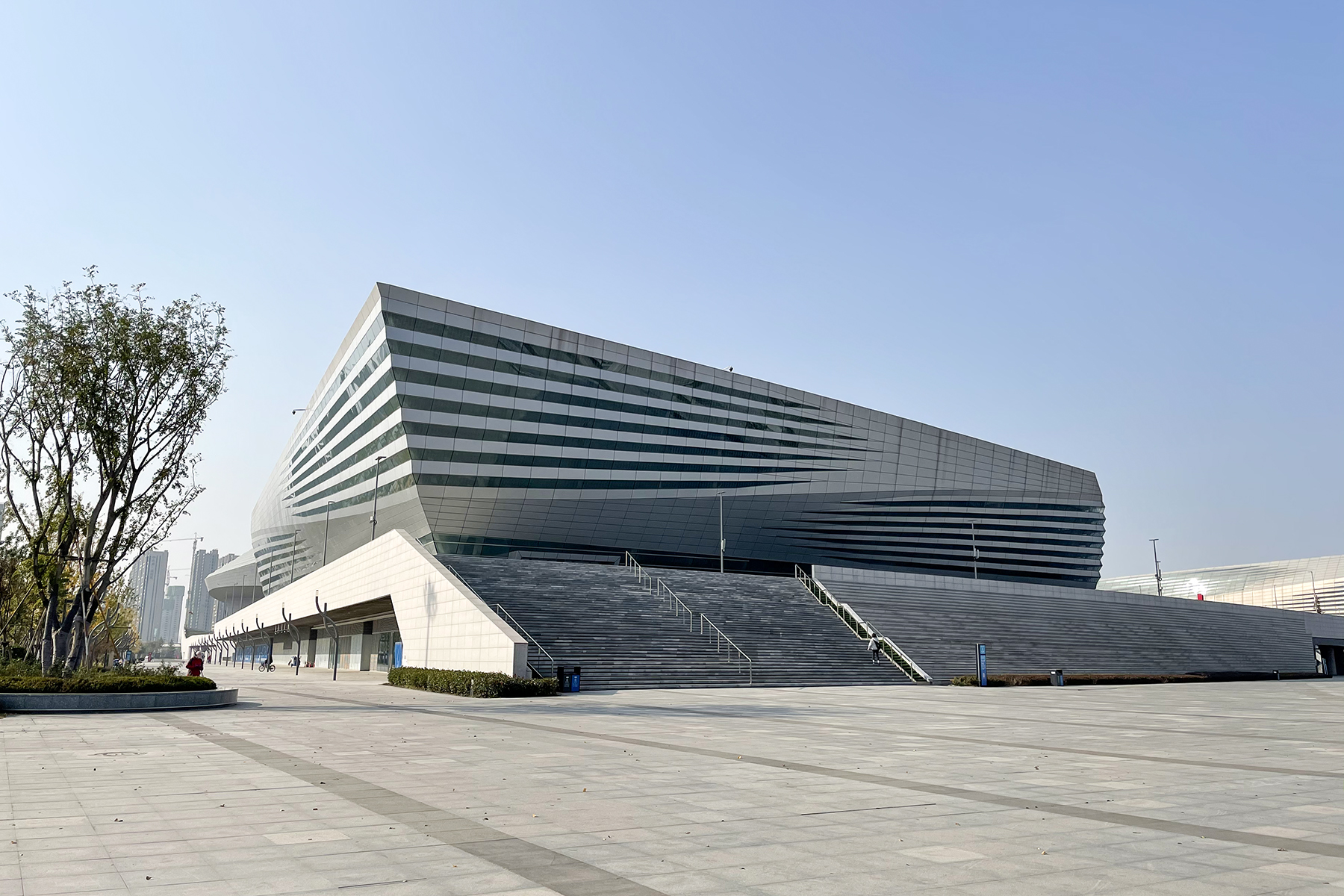
游泳馆

游泳馆位于奥体中心东南部，设固定座席3100席，内设置有各类比赛池及训练池。

## 主要活动

### 体育比赛
- 2019年9月8-16日：中华人民共和国第十一届少数民族传统体育运动会
- 2019年12月12-15日：2019年国际乒联世界巡回赛总决赛
- 2020年11月19-22日：2020年国际乒联世界巡回赛总决赛

### 音乐活动

#### 体育场
- 2019年11月9日：张韶涵 寓言世界巡回演唱会
- 2023年5月20日－21日：薛之謙 天外來物巡迴演唱會
- 2023年9月9日：蔡依林 Ugly Beauty世界巡迴演唱會
- 2024年6月29日－30日：邓紫棋 G.E.M. I AM GLORIA 世界巡回演唱會
- 2024年8月3日－4日：林俊杰 JJ20世界巡迴演唱會
- 2024年8月17日－18日：汪苏泷 十万伏特巡回演唱会
- 2024年9月20日－22日：张杰 未·LIVE—「开往1982」世界巡回演唱会
- 2025年5月2日：張惠妹 ASMR Maxxx世界巡迴演唱會[8]
- 2025年6月14日：华晨宇 2025火星演唱会
- 2025年11月1日：林憶蓮迴響 Resonance 2025 巡迴演唱會

#### 体育馆
- 2023年7月8日：梁靜茹 當我們談論愛情 世界巡迴演唱會
- 2023年9月2日－3日：汪苏泷 「世紀派對」巡迴演唱會
- 2023年11月11日：王心凌 Sugar High世界巡迴演唱會
- 2024年1月20日－21日：張惠妹ASMR世界巡迴演唱會
- 2024年5月18日－19日：蘇打綠 二十年一刻世界巡迴演唱會
- 2024年6月21日－23日、6月28日－6月30日：张学友60+巡回演唱会
- 2024年7月27日－28日：王源客厅狂欢巡回演唱会
- 2024年10月12日－13日：陶喆 Soul Power II世界巡迴演唱會

## 交通
郑州奥体中心位于郑州市区西部，西邻西四环快速路，东南方约1公里处为陇海快速路，驾车来往郑州市区与奥体中心较为便利。
公共交通方面，郑州地铁奥体中心站位于奥体中心东侧的长椿南路地下，为14号线与建设中的6号线的换乘站，该站出入口连通奥体中心东部的下沉广场，乘客可通过此站前往奥体中心。
| 郑州地铁 614 奥体中心站 郑州公交 \| 丹水大道长椿路 \| 丹水大道长椿路 \| 丹水大道长椿路 \| 丹水大道长椿路 \| 丹水大道长椿路 \| \| 编号 \| 路线 \| 路线 \| 路线 \| 备注 \| \| -------------- \| -------------- \| -------------- \| -------------- \| -------------- \| \| S113 \| 西悦城公交站 \| ⇆ \| 建设路西三环 \| \| |              |      |              |      |
| 丹水大道长椿路 |              |      |              |      |
| 编号 | 路线         | 路线 | 路线         | 备注 |
| S113 | 西悦城公交站 | ⇆    | 建设路西三环 |      |